# Phu Quoc flygplats
Phu Quoc flygplats (PQC) är en flygplats i Phu Quoc, provinsen Kien Giang, Vietnam. Flygplatsen kan tjäna medelstora flygplan som ATR 72, och har en kapacitet på 200 000 passagerare per år. Flygplatsen byggdes ursprungligen av fransmän för militära ändamål.
För närvarande finns det flyg till Ho Chi Minh-staden, Can Tho, Rach Gia.